# Kolor (zespół muzyczny)
Kolor – zespół założony w 1994 roku przez Marzannę i Marka Zrajkowskich w Białymstoku. Zespół zakończył pracę nad nagrywaniem płyt w październiku 2001 roku. Zespół wydał 9 płyt. Menadżerem zespołu był Jerzy Suszycki.
Zespół otrzymał nagrodę na festiwalu w Ostródzie w 2001 roku za debiut w programie Disco Polo Live, do którego też zespół nagrał używany w latach 1996–2009 dżingiel towarzyszący czołówce i oprawę muzyczno-wokalną jego poszczególnych części.

## Muzycy

### Oryginalny skład zespołu
- Marzanna Zrajkowska – wokal, aranżacje utworów
- Marek Zrajkowski – wokal, instrumenty klawiszowe, aranżacje utworów
- Igor Giro – aranżacje
- Paweł Stępniewski – skrzypce, instrumenty klawiszowe
- Ernest Gałczyński – instrumenty klawiszowe, aranżacje utworów

### Obecny skład zespołu
- Marzanna Zrajkowska – wokal
- Marek Zrajkowski – wokal, syntezatory, perkusja

Byli członkowie
- Sylwia Dolhinko – wokal
- Wojciech Suchocki – wokal, gitara elektryczna i akustyczna
- Ireneusz Korolczuk – wokal, gitara elektryczna i akustyczna
- Marta Urbanowicz – wokal

## Dyskografia

### Autorskie albumy
- 1994 Popatrz, lato!
- 1995 Niech żyje życie[2]
- 1997 Złota plaża
- 1999 Jadą wozy kolorowe

### Wydania biesiadne
- 1995 Biesiada 1/Biesiada Po Polsku
- 1995 Biesiada 2
- 1996 Biesiada 3
- 1998 Biesiada: Deszczowe lato

### Inne wydania
- 1996 Kolędy
- 1997 Największe przeboje vol.1
- 1997 Kolorowa biesiada
- 1997 Największe przeboje vol.2
- 1998 Kolorowy MIX

## Notowane utwory
| Tytuł                     | Rok  | Pozycja | Album                        |
| ------------------------- | ---- | ------- | ---------------------------- |
| „Niech żyje życie”        | 1996 | 2       | Niech żyje życie             |
| „Pierwsza miłość”         | 1996 | –       | Niech żyje życie             |
| „Oczy zielone”            | 1996 | 14      | Biesiada z disco polo vol. 3 |
| „Matko moja ja wiem”      | 1996 | –       | Biesiada z disco polo vol. 3 |
| „Hawajskie gitary”        | 1996 | –       | Biesiada z disco polo vol. 3 |
| „Cicha noc nad Palestyną” | 1997 | 1       | Kolędy                       |
| „Miłość jak wiatr”        | 1997 | 1       | Złota plaża                  |
| „Jego Love”               | 1997 | 2       | Złota plaża                  |
| „Złota plaża”             | 1997 | 4       | Złota plaża                  |
| „Zanim skończy się dzień” | 1997 | 1       | Złota plaża                  |
| „Ballada o nadziei”       | 1997 | 1       | Złota plaża                  |
| „Deszczowe lato”          | 1998 | 4       | Deszczowe lato               |
| „Wakacyjny dzień”         | 1999 | 11      | Jadą wozy kolorowe           |
| „Jadą wozy kolorowe”      | 2000 | 5       | Jadą wozy kolorowe           |
| „Cygan”                   | 2000 | –       | Jadą wozy kolorowe           |
| „Wyspa La Matica”         | 2001 | 1       | –                            |
|                           |      |         |                              |